# Коричневий будинок
48°08′43″ пн. ш. 11°34′03″ сх. д. / 48.1453° пн. ш. 11.5675° сх. д.

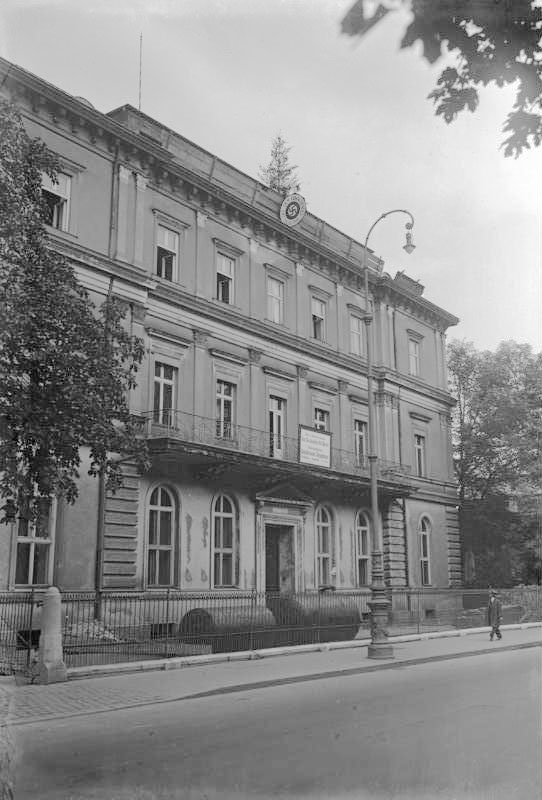
Коричневий будинок після реконструкції 1930 року

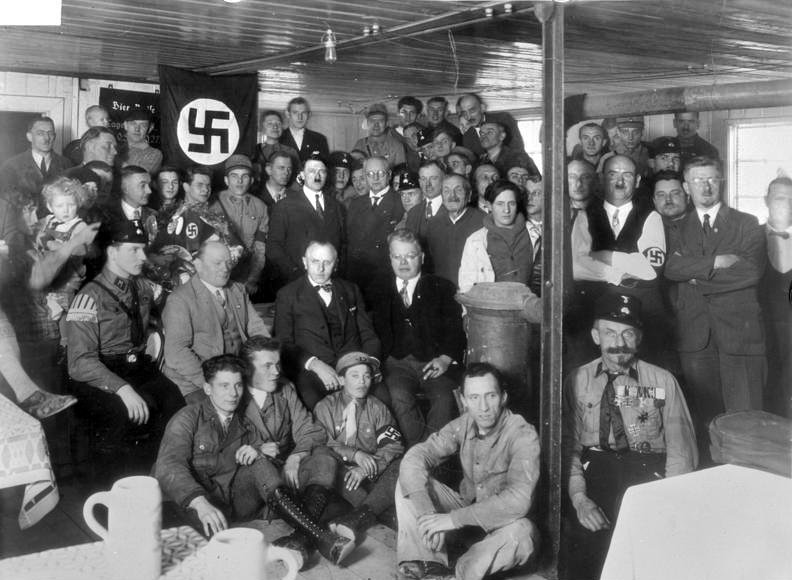
Адольф Гітлер і Франц Ксавер Шварц на урочистому відкритті Коричневого будинку.1930 рік.

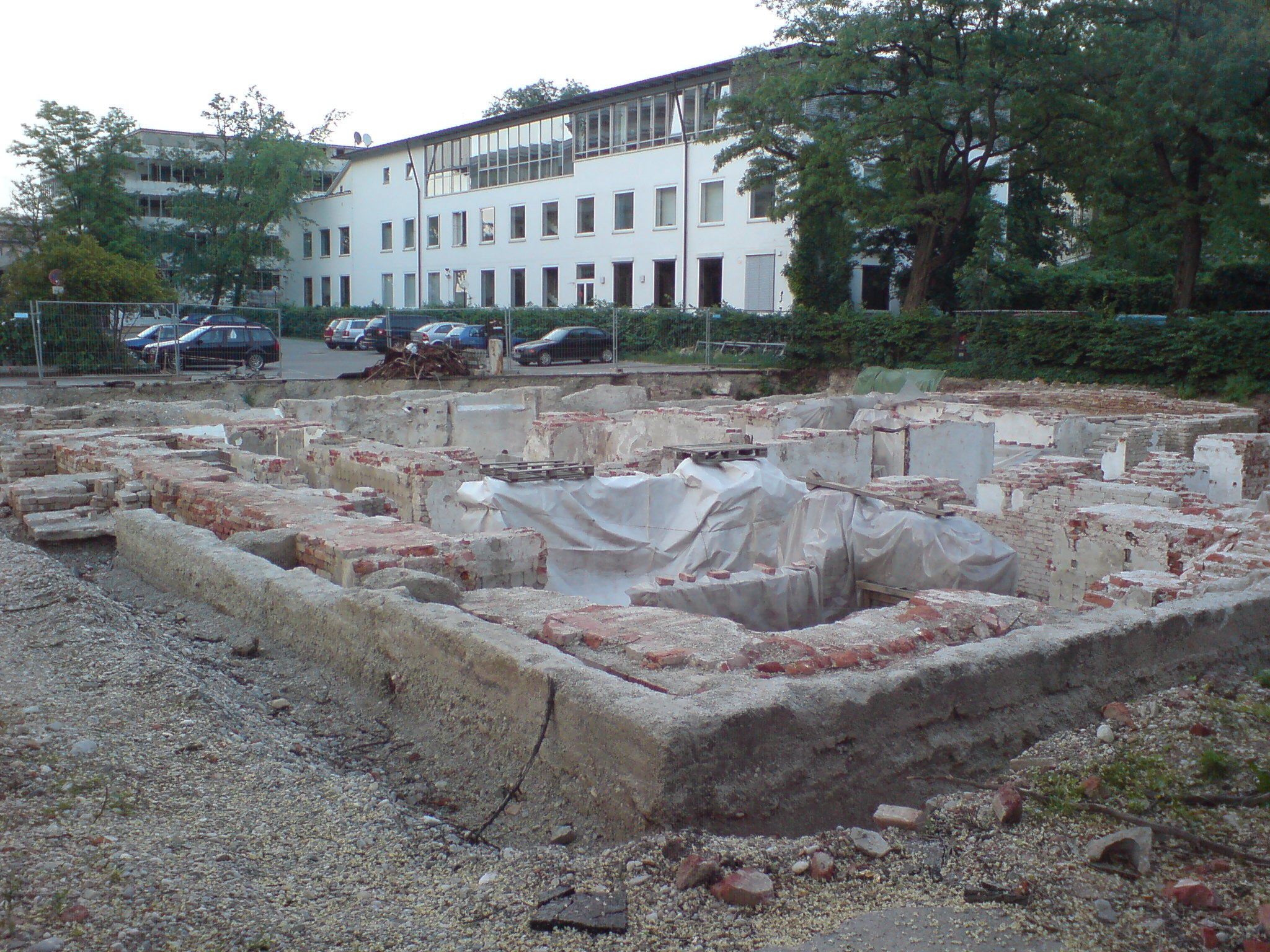
Фундамент Коричневого будинку. Літо 2007 року

Коричневий будинок (нім. Braunes Haus) — будівля, яка перебувала у Мюнхені за адресою Брієннер-штрассе, 45, де в 1930—1945 роках розташовувалася штаб-квартира НСДАП.
НСДАП придбала будівлю 26 травня 1930 року, коли приміщення партії по вулиці Шеллінгштрассе, 50 стало малим. Побудована в 1828 році в стилі бідермайєр будівля між площами Кароліненплац і Кенігсплац в 1877 році перейшла у власність британського промисловця Віллі Барлоу. Його вдова продала його НСДАП за 805 864 золотих марок. До переходу будівлі у власність НСДАП вона була відома під ім'ям «Палац Барлоу» або «Дворянський палац».
Кошти на купівлю будівлі надав промисловець Фріц Тіссен. Після значної реконструкції, яку провів мюнхенський архітектор Пауль Людвіг Троост за ескізами Адольфа Гітлера, все керівництво НСДАП переїхало в Коричневий будинок до початку 1931 року.
Коричневий будинок було офіційною партійною назвою будинку. У 1945 році будівля зазнала серйозних руйнувань, а в 1947 році остаточно знесена. Звільнена земельна ділянка залишилася незабудованою.
6 грудня 2005 року уряд Баварії ухвалив рішення про будівництво на цьому місці Центру документації по темі націонал-соціалізму. Перший камінь у його основу був закладений у 2011 році. Офіційне відкриття Центру документації відбулося 30 квітня 2015 року.